# 尊如
尊如（そんにょ、文禄5年閏7月25日（1596年9月17日） - 文禄5年閏7月27日（1596年9月19日））は、安土桃山時代の人物。本願寺12世法主教如と側室おふく（教寿院如祐尼）の長男。同母弟に観如、異母弟に宣如。
生後わずか2日で亡くなった。公家の山科言経が日記『言経卿記』で尊如の夭折を記しており、教如の下で滞留していた大和三位入道が言経に報せたことが元になっている。翌年の慶長2年（1597年）に生まれた同母弟の観如は教如の後継者として育てられるが、慶長16年（1611年）に早世、異母弟宣如が教如の死後本願寺（東本願寺）を継いだ。